# Vitamin A
Vitamin A je v maščobah topen vitamin. Vitamin A vsebujejo predvsem ribje olje, jetra, jajčni rumenjak, maslo in smetana. Zelene in rumene vrtnine vsebujejo karotene (karoten beta), ki jih telo počasi pretvori v vitamin A. Večina vitamina A se nalaga v jetrih. Ena oblika vitamina A (retinal) je sestavni del živčnih receptorjev, ki so občutljivi za svetlobo. Najdemo ga v očesni mrežnici. Za zdravo kožo ter sluznico dihal, črevesja in sečil je potrebna retinojska kislina, ki je tudi oblika vitamina A. V zdravilih za zdravljenje težjih oblik aken so prav tako vitaminu A sorodne učinkovine, ki jih preizkušajo tudi za zdravljenje nekaterih vrst raka.
Vitamin A se v hrani nahaja v dveh glavnih oblikah, in sicer kot
- retinol, oblika vitamina A, ki se absorbira, ko jemo živila živalskega izvora – v tkivih se shranjuje kot retinil ester;

- nekateri karoteni (alfa karoten, beta karoten, gama karoten in ksantofil beta kriptoksantin) – oblike, ki jih užijemo z živili rastlinskega izvora ter npr. z jajčnim rumenjakom.

## Pomanjkanje vitamina A
Pomanjkanje vitamina A je pogosto v predelih, kot je jugovzhodna Azija, kjer je glavna prehrana glaziran riž (brez vitamina A). Številne bolezni prebavil poslabšajo črevesno absorpcijo maščob, s tem pa tudi v maščobah topnih vitaminov. Celiakija, cistična fibroza in neprehodnost žolčevodov povečujejo tveganje za pomanjkanje vitamina A. Tudi operativni posegi na črevesju ali trebušni slinavki imajo lahko enake posledice.

### Simptomi in zdravljenje
Prvi simptom pomanjkanja vitamina A je nočna slepota, ki se pojavi zaradi nezmožnosti obnove rodopsina. Nadaljnje očesne spremembe imenujemo kseroftalmija, kar pomeni izsušitev oči. Najprej pride do izsušitve veznice (kserosis conjuctivae), nato se na beločnici pojavijo penasti odložki (Bitotove pege), končno pa pride še do erozije in zmehčanja roženice (kseromalacija), kar lahko povzroči trajno slepoto. Pri boleznih otrok zaradi nedohranjenosti do sprememb ne pride le zaradi pomanjkanja vitamina A, temveč tudi zaradi pomanjkanja beljakovin, kar ovira prenašanje vitamina A. Koža in sluznica v pljučih, črevesju in sečilih lahko otrdi. Pomanjkanje vitamina A povzroči vnetje kože (dermatitis), poveča pa se tudi dovzetnost za različne okužbe. Nekateri obolevajo za lažjo obliko anemije. Pri pomanjkanju vitamina A pade njegova raven na manj kot 15 miligramov na 100 mililitrov.
Za zdravljenje pomanjkanja tega vitamina je prve tri dni predpisan odmerek, ki dvajsetkrat presega normalnega. Nato dobiva bolnik en mesec trikratni normalni odmerek. Po tem času ni več simptomov. Če so po dveh mesecih simptomi še vedno prisotni, so potrebne preiskave, ker je morda motena absorpcija hranilnih snovi v črevesju.

## Presežek vitamina A
Bolezen je lahko akutna, če je prevelik odmerek zaužit naenkrat, če pa uživanje prevelikih odmerkov traja dlje, je kronična. Pri arktičnih raziskovalcih so se pojavili omotičnost, razdražljivost, glavobol in bruhanje nekaj ur potem, ko so jedli jetra polarnega medveda ali tjulnja, ki vsebujejo veliko vitamina A. Tudi zaradi zdravljenja kožnih bolezni s količino, ki je dvajsetkrat presegala priporočeno, so bolniki občasno imeli podobne simptome, čeprav so pripravke jemali po navodilih.
Pri starejših otrocih in pri odraslih lahko že odmerki, ki desetkrat presegajo priporočeno količino, po nekaj mesecih povzročijo kronično bolezen. Pri mlajših je ta čas krajši, saj lahko zbolijo že po nekaj tednih. Zgodnji simptomi niso izraziti: rahlo izpadanje las in obrvi, razpokane ustnice ter suha in hrapava koža. Šele pozneje se pojavijo drugi simptomi: močan glavobol, pritisk v glavi in šibkost. Posebno pri otrocih se pojavijo kostni izrastki in bolečine v sklepih. Povečajo se lahko jetra in vranica. Če nosečnica dobiva izotretinoin (derivat vitamina A, ki se uporablja za zdravljenje nekaterih kožnih bolezni), lahko to pri otroku povzroči prirojene hibe.
Bolezen zaradi prevelikega uživanja vitamina A poleg naštetih simptomov ugotovimo tudi po visoki ravni vitamina A v krvi. Simptomi izginejo približno v štirih tednih, ko bolnik ne dobiva več odmerkov vitamina.
Karoten beta, ki je v korenju, se pretvori v vitamin A in lahko povzroči oranžno obravanje kože, predvsem po dlaneh in podplatih, ki pa ni nevarno in je brez posledic.

## Beta karoten
Beta karoten je organska spojina in spada v skupino terpenoidov. Je eden izmed karotenov (alfa, beta, gama, delta karoten) in je najpomembnejši. Je močno rdeče-oranžno obarvan pigment in se nahaja v sadju in zelenjavi. Najdemo ga v korenju, špinači, papaji, ohrovtu, mangu, rabarbari, marelici v paradižniku in v drugih vrstah sadja in zelenjave. Nahaja se tudi v vseh zelenih rastlinah in sodeluje pri fotosintezi. Največjo vsebnost beta karotena imata vietnamski gac in surovo palmovo olje. Umetno ga pridobivajo s pomočjo Blakeslea trispora bakterij in fermentacijskim procesom.
Beta karoten se v telesu počasi pretvori v vitamin A (retinol) v jetrih in deluje antioksidativno. Telo ga pretvarja po potrebi, v primerjavi z vitaminom A, ki lahko ob prevelikih odmerkih povzroči toksične učinke. Pri otrocih ta pretvorba ni tako obsežna kot pri odraslih, zato lahko pride do pomanjkanja vitamina A.
Priporočen dnevni odmerek je 2-7mg. Beta karoten je topen v maščobah, zato je priporočeno, da ga zaužijemo skupaj s hrano, ki vsebuje maščobo in s tem zagotovimo boljšo absorpcijo.
In vivo in vitro študije so pokazale, da ima sposobnost zavarovati DNA pred radikali, zavira angiogenezo, proliferacijo in celično apoptozo.  Deluje kot UV protektor, ljudje, ki imajo redko gensko bolezen eritropoetsko protoporfirijo in so občutljivi na sonce se zdravijo z jemanjem beta karotenov. Jemanje beta karotenov skupaj z vitaminov C in E, bakrom, cinkom in magnezijem upočasni napredovanje degenerativnega obolenja rumene pege.  Nekatere epidemiološke študije so pokazale povezave med povečanim vnosom karotenoidov in zmanjšanjem tveganja za nastanek raka v nekaterih organih. Sočasno jemanje beta karotena (kot prehranskega dopolnila) in kajenje pa naj bi celo povečala verjetnost nastanka pljučnega raka. Tudi uživanje velikih količin alkohola in sočasno jemanje beta karotena lahko poveča tveganje za nastanek raka in srčnih bolezni. Ni še znano ali je beta karoten toksičen za plod pri nosečih ženskah, zato dodatno jemanje ni priporočljivo v času nosečnosti ali dojenja. Drugi neželeni učinki beta karotenov kot prehranskih dopolnil so obarvanje kože v rumeno (sčasoma barva izgine), mehko blato, modrice in bolečine v sklepih.